# Cabinet Müller III (Sarre)
Pour les articles homonymes, voir Cabinet Müller.
Sarre
Müller II Kramp-Karrenbauer I
Le cabinet Müller III (en allemand : Kabinett Müller III est le gouvernement du Land allemand de la Sarre entre le 10 novembre 2009 et 9 août 2011, durant la quatorzième législature du Landtag.

## Majorité et historique
Dirigé par le ministre-président conservateur sortant Peter Müller, ce gouvernement est formé et soutenu par une « coalition jamaïcaine », entre l'Union chrétienne-démocrate d'Allemagne (CDU), le Parti libéral-démocrate (FDP) et l'Alliance 90 / Les Verts (Grünen), qui disposent ensemble de 27 députés sur 51, soit 52,9 % des sièges au Landtag.
Il est formé à la suite des élections régionales du 30 août 2009 et succède au cabinet Müller II, constitué de la seule CDU. Lors du scrutin, les conservateurs, au pouvoir avec la majorité absolue depuis 1999, reste en tête mais perd sa domination sur le Parlement régional. Bien que la gauche soit majoritaire, l'incapacité des sociaux-démocrates et des écologistes à s'allier avec Die Linke conduit les Grünen à se retourner vers la CDU et les libéraux.
Le 22 janvier 2011, Müller annonce sa démission prochaine. Sa formation choisit alors la ministre du Travail, Annegret Kramp-Karrenbauer, pour lui succéder. Le chef de l'exécutif régional quitte effectivement son mandat le 9 août suivant et le cabinet Kramp-Karrenbauer I prend ses fonctions quinze jours plus tard.

## Composition

### Initiale (10 novembre 2009)
| Poste                                                                                     | Ministre | Ministre                   | Parti   |
| ----------------------------------------------------------------------------------------- | -------- | -------------------------- | ------- |
| Ministre-président Ministre de la Justice                                                 |          | Peter Müller               | CDU     |
| Vice-ministre-président Ministre de l'Économie et de la Science                           |          | Christoph Hartmann         | FDP/DPS |
| Ministre des Affaires fédérales et de la Culture Directeur de la chancellerie régionale   |          | Karl Rauber                | CDU     |
| Ministre des Finances                                                                     |          | Peter Jacoby               | CDU     |
| Ministre de l'Intérieur et des Affaires européennes                                       |          | Stephan Toscani            | CDU     |
| Ministre du Travail, de la Famille, de la Prévention, des Affaires sociales et des Sports |          | Annegret Kramp-Karrenbauer | CDU     |
| Ministre de la Santé et de la Protection des consommateurs                                |          | Georg Weisweiler           | FDP/DPS |
| Ministre de l'Éducation                                                                   |          | Klaus Kessler              | Verts   |
| Ministre de l'Environnement, de l'Énergie et des Transports                               |          | Simone Peter               | Verts   |